# 5원 동전
5원 동전은 대한민국의 중앙은행인 한국은행에서 발행하는 대한민국 원 동전 가운데 하나이다. 앞면에는 조선 시대의 군함인 거북선이 그려져 있고 5원을 뜻하는 "오원"이라는 글이 쓰여져 있다. 뒷면에는 5원을 뜻하는 아라비아 숫자 "5"와 제조 연도, "한국은행"이라는 글이 쓰여져 있다. 소재는 황동(구리 65%, 아연 35%), 테두리는 평면이며 무게는 2.95g, 지름은 20.40mm, 두께는 1.34mm이다.
1966년 8월 16일에 황동(구리 88%, 아연 12%)으로 주조된 가 5원 동전이 발행되었으며 1970년 7월 16일에 구리와 아연의 배합 비율을 조절하고 무게를 줄인 나 5원 동전이 발행되었다. 1983년 1월 15일에 디자인 양식을 500원 동전에 맞춰서 수정한 다 5원 동전이 발행되었다. 1992년부터 물가 상승으로 인해 1원 동전과 함께 거의 통용되지 않고 있으나 한국은행에서 제작하는 기념용 현용 주화 세트에 들어가는 주화는 현재도 해마다 일정량 정도가 발행된다.

## 연혁
- 1966년 8월 16일 : 가 5원 동전 발행. (소재: 황동(구리 88%, 아연 12%), 무게 : 3.09g, 지름 : 20.40mm, 두께 : 1.48mm, 테두리: 평면, 도안 소재 : 앞면 - 거북선·액면 단위의 한국어 표기(오원)·중앙은행의 한국어 표기(한국은행), 뒷면 - 액면 숫자·중앙은행의 영어 표기(The Bank of Korea)·발행 연도)
- 1970년 7월 16일 : 나 5원 동전 발행. (소재: 황동(구리 65%, 아연 35%), 무게 : 2.95g, 지름 : 20.40mm, 두께 : 1.33mm, 테두리 : 평면, 도안 소재 : 앞면 - 거북선·액면 단위의 한국어 표기(오원)·중앙은행의 한국어 표기(한국은행), 뒷면 - 액면 숫자·중앙은행의 영어 표기(The Bank of Korea)·발행 연도)
- 1983년 1월 15일 : 다 5원 동전 발행. (소재: 황동(구리 65%, 아연 35%), 무게 : 2.95g, 지름 : 20.40mm, 두께 : 1.34mm, 테두리 : 평면, 도안 소재 : 앞면 - 거북선· 액면 단위의 한국어 표기(오원), 뒷면 - 액면 숫자·중앙은행의 한국어 표기(한국은행)·발행 연도)

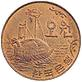
1966년부터 1970년까지 발행된 5원 동전의 앞면
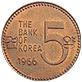
1966년부터 1970년까지 발행된 5원 동전의 뒷면
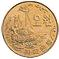
1970년부터 1982년까지 발행된 5원 동전의 앞면
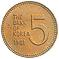
1970년부터 1982년까지 발행된 5원 동전의 뒷면